# Dascillus oblongus
Dascillus oblongus is een keversoort uit de familie withaarkevers (Dascillidae). De wetenschappelijke naam van de soort is voor het eerst geldig gepubliceerd in 1930 door Carter.